# Asian Leadership Conference
アジア・リーダーシップ・コンファレンス（ALC）は、毎年韓国ソウルで開かれる国際会議である。「朝鮮日報（The Chosunilbo）」主催の基に、世界の政治家、起業人、学者たちが集まって現代社会が直面した主な争点の解決策を模索する。2005年第1回目のALCを始め、毎年150人以上の講演者と1000人を超える人たちがこの会議に参加する。1回目のALCは2004年スマトラ島沖地震をきっかけに「津波以降協力と再復興」をテーマとして行われた。アジア地域に限られていた最初の会議とは違い、現在は全世界各国の著名な方々が集まって政治、経済、社会問題を論じる国際会議場に変わる。2014年アジア・リーダーシップ・コンファレンスは「一つの韓国、新しいアジア」をトピックとして3月3〜4日二日間に渡ってソウルの「新羅ホテル」にて行われる。もっとも最近の会議は、2013年3月26〜27日に行い「良い成長と賢い福祉」について討論する。

## 2014の会議
「朝鮮日報」が2014年創刊95周年を向かい3月3〜4日ソウルの新羅ホテルにて「一つの韓国、新しいアジア」を議題として第5回目のアジア・リーダーシップ・コンファレンス（ALC）を開催する。ALCは世界の政治家、企業人、学者たちが集まって現代社会が直面した主な争点の解決策を模索する国際会議だ。今年は朝鮮半島の統一の可能性と北東アジアの共同繁栄について集中的に論じる。朝鮮半島と北東アジアの情勢が非常に不安定ないま、全世界の知識人と参加者に価値がある代替案を提供する。今年の会議も全ての日程をタブレットPCで進行するいわゆる「Tab-ference」で行われる。

## 議題 紹介
この議題は、公式ALC2014案内冊子から引用。

## 議題1：朝鮮半島の統一ビジョン
朝鮮半島が南と北に分かれてから60年が経った。韓国国民の一人当たり所得2万ドルの達成と民主化を進めたが、低成長と少子高齢化の問題を抱えている。北朝鮮は最貧国から脱皮できないまま、核実験など挑発することによってアジア太平洋地域の経済、安保に脅威になってる状況だ。改革派と呼ばれた張成沢（チャン・ソンテク）の処刑は北朝鮮の政権変動に世界の人々がおそれている。今回「朝鮮日報」が主催する第5回アジア・リーダーシップ・コンファレンス（ALC）では、朝鮮半島が分かれて66年を迎え、朝鮮半島の未来と統一のビジョンに焦点を当てて討論する。アメリカの元大統領ジョージ・W・ブッシュ、オーストラリアの元首相ジュリア・ギラードなど世界政治・指導者たちが朝鮮半島の統一可能性について論じる。さらに、ドイツの統一前最後の総理ローダル・デメジエールは、ドイツ統一からの教訓を参加者の前で発言する。

## 議題2：変化の岐路に立っているアジア経済
今世界1・2・3位の経済圏は変革しつつある。アメリカは2008年世界金融危機以降、世界に広まっていたドルを回収している。中国は経済体制の改善を表明した。日本は円安を押し出し、アベノミクスで経済復興を進めている。韓国は一時期、世界経済のエンジンとも呼ばれながら世界各国からの投資を呼び寄せた。既にアジア経済でも勝敗が分かれている。今回の会議では、原材料投資で有名なマーク・ファーバー（Marc FABER）とジム・ロジャース（Jim ROGERS）とアベノミクスの設計者とも呼ばれる浜田宏一イェール大学教授など、各分野の専門家と学者、起業人が変化の岐路に立っている世界経済とアジアの未来を診断する。アジア太平洋地域の新成長の源として朝鮮半島の統一の北朝鮮地域開発の可能性も一緒に模索する。

## 議題3：アジア太平洋の新しい秩序
世界政治、経済でアジア太平洋の重要性はますます大きくなっている。バラク・オバマと中国の国家主席習近平（シー・ジンピン）は2013年の米中首脳会談でアジア太平洋地域での協力を強めることにした。しかし、中国の防空識別圏（ADIZ）件は、米中間の緊張を巻き起こしたことから両国の競争と葛藤の可能性がまだ存在していることが分かる。領土と歴史認識の問題はアジア太平洋地域の導火線になっている状況である。ソ連の改革と解放は、東ヨーロッパの民主化とドイツ統一の原動力になったようにアジアが新しい冷戦の戦場になるか、もしくは新しい繁栄の舞台になるかは朝鮮半島の統一にも重大な影響を及ぼす。2014年アジア・リーダーシップ・コンファレンス（ALC）は経済大国として名を上げている中国、アジアを舞台として再跳躍を目指しているアメリカ、アジア太平洋地域で役割の拡大を狙っている日本と生じるアジア太平洋地域の新秩序を分析する機会を設ける。

## 議題4：新しい成長エンジンの模索
アジア地域は、新しい成長エンジンを求めつつある。一晩で1位が最下位になる激しい経済時代、アジア企業たちはファーストフォロワー（fast follower）からファースト・ムーバー（first mover）になるために全力を果たしている。各国の政府はソウル、北京、東京でアメリカのシリコンバレーのような創造的経済を築いて経済の原動力として備える動きがみえる。アメリカのシリコンバレーで数多くの優良ベンチャー企業を作って「スーパーエンゼル」とも呼ばれるディープ・マッククルーエル（Dave MCCLURE）が起業を考えている参加者に有用な情報を提供する予定だ。

## ALCの特徴
◆ネット・ファレンス（Net-ference)
ALC2014がネット・ファレンス（Net-ference）と呼ばれる会議の新しいコンセプトを提供する。ネット・ファレンスはネットワークとコンファレンスを合わせた概念である。講演者と参加者がもっと身近にコミュニケーションができるように設計した。ALC2014参加者全員には会議中に使用できるよう、タブレットPCが提供される。タブレットPCのALC専用アプレイケーションを通じて講演者のプロファイルと、議題、会議のスケジュールなどを随時確認することができる。ALCアプリケーションは、2014年2月中にグーグルのプレーストアーからダウンロードできる。さらに、今年のアプリケーションには「質疑応答」機能が追加された。講演者の講演を聞いて質問事項をアプリケーションに投稿すれば一番得点が高い質問を進行者がその場で講演者に質問する。もちろん他の参加者がどのような質問を投稿したかも確認できる。

### アジア・リーダーシップ・コンファレンス（ALC） 2014 講演者
| 名前                   | 履歴                                                       |
| ---------------------- | ---------------------------------------------------------- |
| ジョージ・W・ブッシュ  | 元 アメリカ合衆国大統領                                    |
| 鳩山由紀夫             | 元 日本の内閣総理大臣                                      |
| ゴー・チョクトン       | 元 シンガポールの首相                                      |
| ジュリア・ギラード     | 元 オーストラリアの首相                                    |
| ローダル・デメジエール | 元 東ドイツ最後の首相                                      |
| スリン・ピッスワン     | 元ASEAN事務総長                                            |
| 田中 均                | 日本 元外交官 (株式会社日本総合研究所国際戦略研究所理事長) |
| 佐藤 玖美              | CEO, COSMO                                                 |

## 参考
| - 世界経済フォーラム - 反グローバリゼーション - グローバリゼーション - en:International Economic Forum - en:International Transport Forum - en:Istanbul World Political Forum - 世界社会フォーラム | - パブリックアイ賞 - サンクトペテルブルク国際経済フォーラム - 持続可能な開発 - 世界経済 - en:World Knowledge Forum - 国際労働機関 |